# هنري نيوتن براون
هنري نيوتن براون (بالإنجليزية: Henry Newton Brown)‏ هو راعي البقر أمريكي، ولد في 1857 في مقاطعة فيلبس في الولايات المتحدة، وتوفي في 30 أبريل 1884 في ميديسن لودج في الولايات المتحدة.